# Zalipie (obwód iwanofrankiwski)
Zalipie (ukr. Залип'я) – wieś na Ukrainie w rejonie rohatyńskim obwodu iwanofrankiwskiego, nad Gniłą Lipą. Część wsi stanowi dawniej samodzielna miejscowość Zawadówka. 
W II Rzeczypospolitej wieś w powiecie rohatyńskim województwa stanisławowskiego. 
W latach 1944 – 1944 nacjonaliści ukraińscy z OUN-UPA zamordowali tutaj 29 Polaków.